# 于颀
于颀（726年—799年），字休明，唐朝工部尚书。祖于汪，秘书监。父于庭谓，济王府仓曹，累赠尚书左仆射。生母任氏，乐安郡太君，追赠贝国太夫人。
于颀早年任京兆府士曹，受京兆尹史翙赏识。乾元二年，史翙外任襄州刺史、山南东道节度使，于颀出任其幕府判官。次年四月，襄州军将张维瑾、曹玠率众谋乱，史翙被杀，于颀为其收葬遗骸。后在度支使第五琦属下任河东租庸使，历任凤翔少尹、度支郎中、兼御史中丞、转运租庸粮料盐铁等使。元载为诸道营田使，又署为郎官，令他于东都、汝州开置屯田。后历户部侍郎、秘书少监、京兆尹、太府卿，代杜济为京兆尹。
于颀因依附宰相元载得任京兆尹，就看不起朝中无权无势的同僚。大历十四年，元载倒台，于颀被外放为郑州刺史，迁任河南尹，以无政绩被代还。时汾州刺史刘暹被召入朝，准备升任御史大夫。宰相卢杞以刘暹性格刚直，出任御史大夫会对己不利，以于颀柔弱会谄媚权臣，易於控制，就推荐他为御史大夫。
此后在建中四年（783年），泾原兵变时，于颀跟随唐德宗出逃奉天，改左散骑常侍，历左千牛上将军，徙大理卿、太子少保、工部尚书，封谯郡公。因参加朝会时仆地，为金吾仗卫掖起，改太子少师致仕。贞元十五年卒，时年七十四。  
夫人陇西李氏，汝阳郡王女，生子于申。异母弟魏成令于颎、故太原法曹于颋、洛阳主簿于颐，妹张氏、窦氏二女。

## 延伸阅读
[在维基数据编辑]
 在维基文库阅读此作者作品
 《舊唐書·卷146》，出自刘昫《舊唐書》